# 池田弦
池田 弦（いけだ げん、1968年 - 2016年7月6日）は、日本の声楽家。日本では数少ないカウンターテナー歌手である。

## 略歴
東京都立武蔵野北高等学校、国立音楽大学声楽科卒業。のちオランダの国立アムステルダム・スヴェーリンク音学院へ留学。声楽を鈴木寛一、小松英典、常森寿子、高丈二、牧野正人、岩淵嘉瑩、ヨッヘン・コヴァルスキー、K.スミス、古楽演奏法を宇田川貞夫、合唱指揮法を郡司博、指揮法を星出豊に師事。
1992年、ヘンデル『メサイア』のアルトソロでデビューする。同年にはまた、島田雅彦作・演出『ルナ』の銀座セゾン劇場公演に歌手として出演、さらにNHKドキュメント『太平洋戦争』の主題歌を歌う。
1993年、ドイツ・カールスルーエのヘンデル・アカデミーを優秀な成績で修了する。同年に東京都新進音楽家デビュー・オーディションに合格し、東京文化会館での披露演奏会に出演している。
1994年、ソロリサイタルを行った後に留学する。1995年『カルメン』のタイトルロールでオペラ・デビューを果たす。
1996年末に帰国、東京フィルハーモニー交響楽団の公演で『メサイア』を、またオンドレイ・レナールト指揮の東京都交響楽団との共演で『カルミナ・ブラーナ』を歌い、歌手として活動を始める。
カウンターテナー歌手として研鑽を積む一方で、多くの演奏会に出演しながらも、オラトリオを中心にコンサート、オペラ等で活躍している。
オペラ『ヴェニスに死す』『羅生門』『ル・グラン・マカーブル』の日本初演で歌うなど、古典から現代曲まで広くレパートリーとし、コンサート、オペラ等で活躍する一方、古楽家集団「Seconda Pratica」を主宰している。また、福祉施設や病院などへ積極的に『出前コンサート』を行っている。
久喜児童合唱団、女声合唱団ヴェネーレ、こげら合唱団、小平親子コンサート合唱団、もがみ町少年少女合唱団など合唱指揮者としても多くの合唱団を指揮している。オペラ『ヘンゼルとグレーテル』で初演出、山形県最上町での『ふれあい音楽祭2004』『同2006』の総合演出を手掛けるなど、近年では企画や演出などもする。
また海外からの引っ越し公演、ハンガリー国立劇場・プラハ国立歌劇場・ベッリーニ大劇場・ローザンヌ歌劇場などに日本の児童合唱団を送り込むなど、海外の歌劇場との仕事もしている。
2001年にはフジテレビ『笑っていいとも!』の「見た目にだまされるな選手権」に出演し、カウンターテナー歌手としての業の一端を披露した。
2001年度文化庁芸術インターンシップ研修員。東京室内歌劇場会員。日本ヘンデル協会会員。日本音楽家ユニオン会員。
2011年の大震災の後、自ら〝音の風〟を立ち上げ、現地自治体やNPOと連携し支援物資を関東から運び入れ、その場での即席コンサートを数多く行っている。その中で被災した住職達が作り上げた復興支援歌『まけないタオル』の合唱プロジェクトを各地で繰り広げ、2011年夏には被災地から多くの方々を招き山形県最上町で「今、最上から東北に音の風を吹かせて」、暮れには東京で「音の風コンサートin東京」を企画・主催、また自ら出演した。
2016年7月6日に虚血性心疾患で死去した。48歳没。